# Reese Hoffa
Reese Hoffa, född 8 oktober 1977 i Evans i Georgia, är en amerikansk kulstötare. Hoffa vann guld i inomhus-VM 2006 i Moskva och i uthomhus-VM 2007 i Osaka. I Sommar-OS 2012 i London vann han brons.